# Ocellularia kalbii
Ocellularia kalbii är en lavart som beskrevs av Armin Mangold, John Alan Elix och Helge Thorsten Lumbsch. 
Ocellularia kalbii ingår i släktet Ocellularia och familjen Graphidaceae. Inga underarter finns listade i Catalogue of Life.